# Doug Sahm
Doug Sahm (San Antonio, 6 november 1941 – Taos, 18 november 1999) was een Amerikaanse country-, blues- en rockmuzikant.

## Jeugd
Doug Sahm begon zijn carrière als wonderkind van de countrymuziek. Al op 6-jarige leeftijd trad hij op in lokale radioshows. In december 1952 stond de 11-jarige Sahm op het podium met Hank Williams sr., slechts enkele weken voor diens dood. Op 13-jarige leeftijd maakte hij als Little Doug Sahm zijn eerste plaatopname (A Real American Joe) en speelde hij al gitaar, steelgitaar, mandoline en viool. Er werd verteld, dat Sahm al toen een regelmatig optreden kreeg aangeboden in de Grand Ole Opry, echter zijn moeder had duidelijk gemaakt, dat hij eerst zijn school moest afmaken. Vanaf 1957 formeerde Sahm diverse bands als The Markays, The Spirits, The Knights en The Pharaohs, speelde in de clubs van San Antonio en nam voor enkele lokale labels singles op, waaronder Crazy Daisy (1959), Can't Believe You Wanna Leave (1959) en Sapphire (1961) voor het label Harlem.

## Verdere carrière
Op aanraden van producent Huey Meaux richtte Sahm in 1964 het Sir Douglas Quintet op, dat met She's About a Mover en The Rains Came de eerste hits had. Na de verhuizing naar de hippie-metropool San Francisco volgden bij het label Mercury Records met Mendocino (1969), Dynamite Woman (1969) en Nuevo Laredo (1970) verdere hits. Onder het pseudoniem Wayne Douglas publiceerde Sahm in 1970 de in Nashville opgenomen countrysingle Be Real.
In 1973 nam producent Jerry Wexler Sahm onder contract voor Atlantic Records, echter zonder zijn Quintet. Het daar met de gastmuzikanten David 'Fathead' Newman, Dr. John, Bob Dylan, David Bromberg en Flaco Jiménez opgenomen album Doug Sahm And Band telde als mijlpaal voor de tex-mex. Met Texas Tornado volgde onder de bandnaam Sir Douglas Band een tweede album voor Atlantic Records, daarna publiceerde Sahm bij verschillende labels platen met diverse stilistische zwaartepunten. Het rockende Groover's Paradise (1974) met Stu Cook en Doug Clifford van Creedence Clearwater Revival, het country-album Texas Rock For Country Rollers (1975), een vernieuwde samenwerking met producent Huey Meaux en de bluesplaat Hell Of a Spell (1980), een tribute aan zijn voorbeeld Guitar Slim.
Tijdens de jaren 1980 hervormde Sahm zijn Sir Douglas Quintet voor publicaties bij het Zweedse label Sonet Records, nam doorlopend solomateriaal op en formeerde de rockabilly-formatie The Texas Mavericks en met Amos Garrett en Gene Taylor en The Formerly Brothers.
In 1989 formeerde Sahm met Freddy Fender, Flaco Jiménez en Augie Meyers de tex-mexsupergroep Texas Tornados op, waarmee hij tot 1999 vier studio-albums, een live-plaat en een Best-Of-samenstelling publiceerde. Daartussen kwam het in 1994 tot een hernieuwde reünie met het Sir Douglas Quintet. Ook in 1994 werd Sahms album The Last Real Texas Blues Band, een vernieuwde hommage aan de Texas blues van ene T-Bone Walker, genomineerd voor een Grammy Award.
In 2000, een jaar na het overlijden van Sahm, verscheen zijn laatste album The Return Of Wayne Douglas, dat stilistisch een terugkeer naar zijn country- en western swing-wortels was.

## Privéleven en overlijden
Doug Sahm overleed op 18 november 1999 op 58-jarige leeftijd tijdens een verblijf in Taos, New Mexico in zijn hotelkamer aan de gevolgen van een hartinfarct.
Doug Sahms zoons zijn eveneens werkzaam in de muziekbusiness. Shawn, die al tijdens de jaren 1980 als gitarist speelde bij het Sir Douglas Quintet, treedt met zijn band Tex-Mex Experience stilistisch in de voetsporen van zijn vader en publiceerde de solo-cd Shawn Sahm (2002). Shandon Sahm, de jongere broer, was als drummer lid van de rockband Meat Puppets en publiceerde het soloalbum Good Thoughts Are Better Than Laxatives (2002).

## Discografie

### Albums
- 1973: Doug Sahm & Band (Atlantic Records)
- 1973: Texas Tornado (Atlantic Records) als Sir Douglas Band
- 1974: Groover’s Paradise (Warner Bros. Records)
- 1975: Texas Rock For Country Rollers (MCA Records) als Sir Doug & the Texas Tornados
- 1980: Hell Of A Spell (Takoma)
- 1987: Juke Box Music (Antone's)
- 1987: Who Are These Masked Men? (New Rose) als Texas Mavericks
- 1988: Live (Bear Tracks)
- 1989: The Return Of The Formerly Brothers (Rykodisc)
- 1991: The Doug Sahm/Amos Garrett/Gene Taylor Band Live In Japan (New Rose)
- 1994: The Last Real Texas Blues Band (Antone's)
- 1998: S.D.Q. ’98 (Watermelon)
- 2000: The Return Of Wayne Douglas (Tornado/Evangeline)
- 2007: Live From Austin TX (New West) live-opname uit 1975

### Compilaties
- 1990: The Best Of Doug Sahm and The Sir Douglas Quintet (Polygram/Mercury Records)
- 1994: The Best of The Atlantic Sessions (Sequel)
- 2000: San Antonio Rock: The Harlem Recordings 1957–1961 (Norton)

### Opnamen door andere artiesten
- 1973: Wake Of The Flood door The Grateful Dead (Grateful Dead Records) Sahm speelt Bajo Sexto (Mexicaanse 12-string gitaar)
- 1976: The Troublemaker door Willie Nelson (Columbia Records) Sahm speelt Fiddle, zingt backgroundzang
- 1977: Rick Danko door Rick Danko van The Band (Arista Records) Sahm speelt leadgitaar bij 2 stukken, 2 foto's van Sahm op de binnencover
- 1979: Live From The Old Soap Creek Saloon door Freda & The Firedogs (Big Wheel Records) Sahm zingt op 1 stuk
- 1982: Redneck In A Rock 'n' Roll Bar door Red Jenkins (Shannon Records, Zweden) duet met Doug Sahm
- 1998: Los Super Seven door Los Super Seven (RCA Records, BMG) Sahm zingt op 1 stuk
- 2001: Texas Rain door Townes Van Zandt (Tomato) Sahm speelt 12-string gitaar + Duettgesang auf 1 Stück
- 2002: Songs of Sahm door the Bottle Rockets, (Bloodshot Records)
- 2009: Keep Your Soul: A Tribute to Doug Sahm -Various Artists (Vanguard Records)

- Bibsys: 3026592
- Biblioteca Nacional de España: XX1610630
- Bibliothèque nationale de France: cb13899825j (data)
- Gemeinsame Normdatei: 134628489
- International Standard Name Identifier: 0000 0000 7366 5338
- Library of Congress Control Number: n91047115
- MusicBrainz: b4745bd1-5db8-4523-8986-e09e3c1f3127
- Nationale Bibliotheek van Tsjechië: ola2002161116
- Nationale bibliotheek van Australië: 61477523
- Nederlandse Thesaurus van Auteursnamen: 100608213
- SNAC: w6903bpv
- Trove: 1842107
- Virtual International Authority File: 64193151
- WorldCat: E39PBJgxwk9PtDYGJHvT7TCCwC